# Scandix georgica
Scandix georgica är en flockblommig växtart som beskrevs av C.Koch och Pierre Edmond Boissier. Scandix georgica ingår i släktet nålkörvlar, och familjen flockblommiga växter. Inga underarter finns listade i Catalogue of Life.